# Tychite
La tychite è un minerale.